# 6/1/sfigato
6/1/sfigato è un singolo del gruppo musicale italiano 883, pubblicato nel 1992 ed estratto dal loro album d'esordio Hanno ucciso l'Uomo Ragno.

## Descrizione
Con questa canzone il duo pavese partecipa al Cantagiro 1992. Nel testo vengono citati il cantautore Marco Masini e i suoi brani Perché lo fai e Disperato, l’imprenditore Silvio Berlusconi e la rivista di gossip Novella 2000.
Nell'album Hanno ucciso l'Uomo Ragno 2012 la canzone è reinterpretata insieme ai Two Fingerz ed estratta come secondo singolo, con il titolo 6/1/sfigato 2012.

## Tracce
1. 6/1/sfigato – 3:59